# Naoki Yasuzaki
Naoki Yasuzaki (1º agosto 1969) è un ex saltatore con gli sci giapponese.

## Biografia
In Coppa del Mondo esordì il 7 febbraio 1989 a Sankt Moritz (45°) e ottenne l'unica vittoria, nonché primo podio, il 27 marzo 1993 a Planica.
In carriera prese parte a un'edizione dei Campionati mondiali, vincendo una medaglia, e a tre dei Mondiali di volo (31° a Planica 1994 il miglior risultato).

## Palmarès

### Mondiali
- 1 medaglia:
  - 1 bronzo (gara a squadre a Thunder Bay 1995)

### Coppa del Mondo
- Miglior piazzamento in classifica generale: 28º nel 1995
- 2 podi (a squadre):
  - 1 vittoria
  - 1 terzo posto

#### Coppa del Mondo - vittorie
| Data          | Località | Nazione  | Trampolino                                                                      |
| ------------- | -------- | -------- | ------------------------------------------------------------------------------- |
| 27 marzo 1993 | Planica  | Slovenia | Bloudkova velikanka K120 (con Masahiko Harada, Naoki Yasuzaki e Takanobu Okabe) |